# Казе Скудери (Трапани)
Казе Скудери је насеље у Италији у округу Трапани, региону Сицилија.
Према процени из 2011. у насељу је живело 19 становника. Насеље се налази на надморској висини од 397 м.